# Édouard Mangin
Édouard Mangin   (París, 7 de desembre de 1837 - París, 24 de maig de 1907) fou un músic francès.
Estudià al Conservatori de la seva ciutat nadiua, i successivament, fou professor de cant de les escoles municipals parisenques, director de l'orquestra del Théâtre-Lyrique, i del Grand-Théâtre de Lió, el 1872 primer director del nou Conservatori d'aquesta última localitat, que va fundar amb molt èxit ja que sis anys més tard ja tenia 647 estudiants. El 1882 va tornar a París com a professor al Conservatori. L'any després va ser promogut director de cant de l'Opera i director de l'orquestra de la mateixa.
Va escriure diverses composicions per a piano.